# Marcel Rijckaert
Marcel Rijkaert (Adegem, 20 luglio 1920 – Gand, 10 maggio 2001) è stato un ciclista su strada e pistard belga.
Professionista dal 1944 al 1960 vinse una edizione della Nokere Koerse.
Eua uno corridore adatto alle Classiche, ed in particolare delle corse del pavé.

## Carriera
Corridore predisposto per le corse in linea, in particolar modo per le classiche del pavé; ottenne proprio sulle "pietre" i risultati più significativi della carriera: infatti vinse la Prijs Jules Lowie - Nokere Koerse nel 1956 e terminò sul terzo gradino del podio il Giro delle Fiandre nel '48 e la Parigi-Roubaix nel '54, ossia in due delle corse più importanti aventi queste caratteristiche. Inoltre, salì sul podio dell'Omloop Het Volk nel 1953 e nella Kuurne-Bruxelles-Kuurne del '58.
Visse una stagione importante proprio nel 1954 quando, oltre ad arrivare terzo alla Parigi-Roubaix, vinta da Raymond Impanis, e dove fu preceduto da Stan Ockers nella volata del gruppo dei battuti, terminò quarto nella Gand-Wevelgem,  nel Giro delle Fiandre e nell'Acht van Chaam.
Fu sempre nelle gare in linea che colse, complessivamente, i risultati più importanti della sua carriera, piazzandosi costantemente in posizioni di rilievo non solamente nelle gare sopra citate ma anche in prove del calibro di Grand Prix de l'Escaut, Parigi-Bruxelles e Parigi-Tours.
Non partecipò a nessun Grande giro ed anche nelle brevi corse a tappe non ebbe particolari risultati; corse undici edizioni del Giro del Belgio e si ritirò in ben nove occasioni.

## Palmarès
- 1941 (Dilettanti, una vittoria)

Campionati belgi dielttanti, Prova in linea
- 1943 (Dilettanti, due vittorie)

Campionati belgi allievi, Prova in linea
Campionati belgi B-Prof, Prova in linea
- 1944 (Mercier, una vittoria)

Beveren-Leile
- 1945 (Mercier, una vittoria)

Circuit de Belgique
- 1947 (Mercier, due vittorie)

Tour de la Flandre Orientale à Evergem
2ª tappa Tour de l'Ouest
- 1948 (Mercier, una vittoria)

Bruxelles-Moorslede
- 1952 (Mercier, una vittoria)

Circuit Escaut-Dendre-Lys
- 1953 (Mercier, una vittoria)

Circuit des XI villes
- 1956 (Mercier, due vittorie)

Circuit des XI villes
Prijs Jules Lowie - Nokere Koerse

### Altri successi
- 1943 (Dilettanti, due vittorie)

Grand Prix Norbert Callens -  Wakken (Criterium)
Kermesse di Sijsele
- 1944 (Alcyion, due vittorie)

Criterium di Ertvelde
Kermesse di Torhout
- 1945 (Mercier, tre vittorie)

Grand Prix Wingene - Kampioenschap van West-Vlaanderen (Kermesse)
Criterium di Kluizen
Criterium di Knesselare
- 1946 (Mercier, una vittoria)

Criterium di Westerloo
- 1947 (Mercier, due vittorie)

Criterium di Heist-ann-Zee
Kermesse di Eeklo
- 1948 (Mercier, una vittoria)

Kermesse di Strijpen
- 1950 (Mercier, una vittoria)

Criterium di Maldegem
- 1951 (Mercier, tre vittorie)

Criterium di Gembloux
Kermesse di Eeklo
Kermesse di Eko
- 1952 (Mercier, una vittoria)

Kermesse di Petegem-aan-de-Leie
- 1953 (Mercier, quattro vittorie)

Criterium di Leuvain
Kermesse di Deinze
Kermesse di Mere
Kermesse di Lessines
- 1954 (Mercier, due vittoria)

Criterium di Sleidinge
Kermesse di Eeklo
- 1956 (Dossche Sport, due vittorie)

Grand Prix Stadt - Sint-Niklaas (Kermesse)
Kermesse di Zele
- 1959 (Dossche Sport, una vittoria)

Kermesse di Oostakker

## Piazzamenti

### Classiche monumento
- Giro delle Fiandre

1945: 27º
1947: 10º
1948: 3º
1950: 12º
1952: 11º
1953: 29º
1954: 4º
1955: 8º
1959: 35º
- Parigi-Roubaix

1948: 7º
1951: 35º
1952: 27º
1954: 3º
1955: 45º
1956: 55º
- Liegi-Bastogne-Liegi

1947: 7º
1948: 9º
1950: 44º
1951: 36º